# 2d3D Animations
2d3D Animations était une société de production indépendante française fondée en 1999 par Malika Brahmi et Florent Mounier. Basée à Angoulême, elle créait, produisait et fabriquait des films et séries d'animation[réf. à confirmer].
Elle développait depuis sa création deux types d'activités. D'abord orientée vers la prestation de service, la société s’est tournée ensuite davantage vers la production.
Elle a notamment participé à la fabrication de Astérix et les Vikings, Le Petit Nicolas et Foot 2 rue extrême diffusée sur Gulli.

## Courts et longs métrages
- 2016 : Iqbal, l'enfant qui n'avait pas peur (76’) Gertie, Cyber Group Studios, 2d3D Animations[7]
- 2014 : Minuscule : La Vallée des fourmis perdues (80') Futurikon, 2d3D Animations[8]
- 2013 : Pinocchio (80') Cometafilm, Iris Production, Walking the dog, 2d3D Animations[9]
- 2013 : Je vous ai compris (85') Magnificat Films, Emilune Productions, ARTE France, CRRAV Nord-Pas-de-Calais[10]
- 2011 : Émilie Jolie (75') Télé Images Production, 2d3D Animations[10]
- 2009 : Trois amis mènent l'enquête (75') MotionWorks, 2d3D Animations, Enanimation[11]
- 2007 : Zone libre (104') Mazel Productions, ARTE France Cinéma, TF1 International
- 2006 : Astérix et les Vikings (78') M6 Studio, Mandarin SAS, 2d3D Animations[4]
- 2006 : U (75') Prima Linea Productions, Celluloïd Dream Productions, France 3 Cinéma
- 2005 : Les Trois Rois Mages (75') Carrere Group, Animagic/Cartel[12]
- 2003 : Totò Sapore (80') La Lanterna Magica, Medusa
- 2003 : Les Triplettes de Belleville (80') Les Armateurs, Mégafun, Vivifilm, Production Champion Inc., France 3 Cinéma, S. Chomet, Carrere Group[13]
- 2003 : Loulou et autres loups (29') Prima Linea Production, France 3 Cinéma[12]
- 2002 : L'Enfant qui voulait être un ours (75') Les armateurs, Dansk Tegnefilm 2, France 3 Cinéma, Carrere Group[12]
- 2001 : Le père Noël est sans rancune (30') Dargaud Marina, TF1, 2d3D Animations

## Séries
- TBA : A.D.F: Agence de detectives forestiers (52x26') Zodiak Kids Studios, Boulder Media, France Télévisions, The Walt Disney Company France
- 2018-2020 : Moi, Elvis (52x11') Watch next media, Peakaboo Productions[14]
- 2012-2013 : Foot 2 rue extrême (39x26') Télé Images Productions, Maga[6]
- 2012 : Le Ranch (26x26') Télé Images Productions/De Agostini, ARD, Equidia, Seahorse Anim
- 2009 : Le Petit Nicolas (52x11') M6 Studio, Method Animation[5]
- 2009 : Rocket Jo (52x1') Millimages, 2d3D Animations, France 3[15]
- 2009 : Globul'X (13x7') InexVivo, 2d3D Animations, Grand Angle Productions, INPES
- 2008 : Whiffle & Fuzz (72' en tout) Disney Television UK[16]
- 2008 : Didou, dessine-moi (39x11') Millimages[16]
- 2006 : Bugwatch (26x13') Truca Films, 1km à pieds, 2d3D Animations
- 2006 : Esprit fantômes (26x26') Carrere Group, TF1, Safari de Ville, Luxanimation[16]
- 2006 : Panshel (52x11'30) PPM, WAMC, Videal, Piwi, 2d3D Animations, MEP
- 2004 : Mon père est une rockstar (26x24') Carrere Group, Nelvana, M6[16]

## Documentaires
- 2009 : Carbone, Ennemi Public n°1 (1x26' et 1x52') Georama TV Productions, BlueWing TV Productions, 2d3D Animations
- 2007 : Gulf Stream, un fleuve sous la mer (1x26' et 1x52') Grand Angle, BlueWing Films, 2d3D Animations

## En développement
- Adam et le nuage magique (85') 2d3D Animations[3]
- Un voyage à Teulada (85') Isla Productions, Mommotty, 2d3D Animations[17]
- Republic of Cats (80') Jet Set Go, Taryn Lourens[17]
- 1884 Yesterday's future (100') Steam Driven Film Limited, 2d3D Animations[17]
- Histoire de s'mélanger (9') 2d3D Animations[17]